# 大川村立大川小中学校
大川村立大川小中学校（おおかわそんりつおおかわしょうちゅうがっこう）は、高知県土佐郡大川村にある公立の義務教育学校。

## 概要
- 当校は、日本一小さい村（島嶼部除く）にある村立学校である。なお、校舎は、大川中学校の校舎を改修して使用している。

## 沿革

### 大川村立大川小学校
- 2003年（平成15年）4月 - 大川村立川口小学校・大川村立船戸小学校が統合し、大川村立大川小学校が設立

### 大川村立大川中学校
- 1970年（昭和45年）6月 - 大川村立白滝中学校・船戸中学校・川口中学校が統合し、大川村立大川中学校となる。それぞれの学校は白滝分室・船戸分室・川口分室となる。
- 1971年（昭和46年）
  - 3月 - 現在地に校舎を落成する。
  - ４月 - 白滝・船戸分室が現在校に統合される。　　
  - 10月 - 校章が決定される。
- 1972年（昭和47年）
  - 4月 - 川口分室が統合される。高知県へき地実験校の指定を受ける。
  - 5月 - 校旗の寄贈を受ける。
- 1980年（昭和55年）4月 - 高知県教育委員会より「教育課程」の研究指定を受ける。
- 1981年（昭和56年）11月 - 高知県教育委員会指定の研究発表を受ける。
- 1982年（昭和57年）4月 - 文部省より勤労生産学習研究推進校の指定を受ける。
- 1984年（昭和59年）
  - 2月 - 土長南国市町村教育委員会連絡協議会より「学校表彰」を受ける。
  - 9月 - 高知放送老人福祉基金より「社会福祉普及校の表彰」を受ける。
  - 12月 - 高知県文教協会より「坂本教育文化賞」を受ける。
- 1985年（昭和60年）
  - 3月 - 土佐本山ライオンズクラブより「学校表彰」を受ける。
  - 5月 - 高知県中学校女子バレーボール春季選手権大会で第3位に入賞。
  - 10月 - 秋季陸上選手権大会において最優秀賞受賞、中山卯月杯獲得。
  - 11月 -高知県教育委員会より「学校表彰」を受ける。
  - 12月 - 第2回県下新荘川女子駅伝競走大会に優勝し、2連覇達成。
- 1987年（昭和62年） - ふるさと留学生受け入れ。
- 1989年（平成元年）11月 - 堀内校長文部大臣表彰受賞。
- 1991年（平成3年）10月 - 第6回少年展作文の部高知県防犯協会長・高知県警察本部長賞
- 1992年（平成4年）4月 - 文部省より道徳教育研究の指定を受ける。
- 1996年（平成8年）
  - 4月 - 文部省より機器利用研究の指定を受ける。
- 1998年（平成10年）
  - 11月 - 高知県教育委員会より「学校表彰」を受ける。
  - 12月 - 第49回こども県展図画の部で「優秀学校賞」を受ける。
- 1999年（平成11年）8月 - 高知県ボランティア功労者知事表彰を受ける。
- 2000年（平成12年）11月 - 高知県交通安全優良校として表彰を受ける。
- 2002年（平成14年）
  - 7月 - 高知県中学校総合体育大会バドミントンの部にて男子団体準優勝
  - 8月 - 四国中学校総合体育大会バドミントンの部にて男子団体3位
  - 11月 - 高知県中学校秋季バドミントン選手権大会にて女子団体3位
- 2003年（平成15年）2月 - 高知県児童生徒表彰（スポーツの部・団体）を受ける。男子バドミントン部が四国大会にて3位となる。

### 大川村立大川小中学校
- 2004年（平成16年）4月 - 高知県教育委員会より新しいタイプの小中一貫校の指定を受ける。学校長が大川小学校および大川中学校との兼務となる。
- 2005年（平成17年）
  - 3月 - 小中一貫校校舎落成、プール改修。
  - 4月1日 - 小中一貫校開校。大川小学校と大川中学校が併設となる。
- 2007年（平成19年）
  - 3月 - 川口・船戸の両小学校記念碑建立。
  - 10月 - 村指定小中一貫自主研究発表会を行う。
  - 12月 - グラウンドに雲梯（うんてい）設置。
- 2011年（平成23年）3月 - 鉄棒、ブランコなどの遊具設置。
- 2012年（平成24年）
  - 1月 - 学校敷地内に村図書室「ことな館」完成。
  - 4月 - 大川村教育委員会よりコミュニティ・スクールの指定を受ける。
- 2013年（平成25年）
  - 7月 - 電子黒板を導入。
  - 11月 - 児童生徒考案のキャラクター「太刀きん君」が大川村公認となる。
- 2015年（平成27年）7月 - iPadを全児童生徒数配備（全40台）。
- 2016年（平成28年）
  - 1月 - 開校10周年記念行事を児童会生徒会が開催。
  - 6月 - 電子黒板を全教室に配備（全6台）。
- 2022年（令和4年）4月1日 - 大川小学校および大川中学校を廃止し、義務教育学校に移行[1]。

## 通学区域
- 大川村全域

## 周辺
- 高知県道・愛媛県道6号高知伊予三島線
- 吉野川
  - 大川橋

## 交通
- 嶺北観光自動車「田井～大川局～桑瀬」線で、
  - 「中学校前」バス停から、徒歩約210m・約3分。
  - 「中別切」バス停から、徒歩約280m・約4分。
- 大川村役場から、車で約1km・約2分。